# Staré Mesto (Žilina)

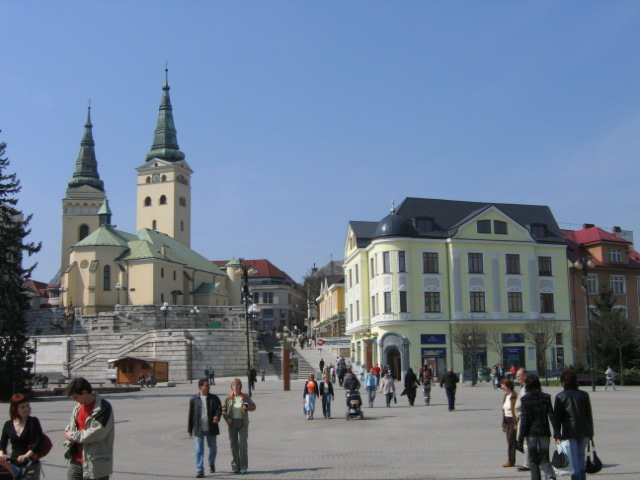
Pohled z náměstí A. Hlinky na Burianovu věž, katedrálu Nejsvětější Trojice a Farské schody

Staré Mesto v Žilině je městská část, jejíž hlavní součástí je historické jádro města s městskou památkovou rezervací.
Historickým centrem Žiliny je známé čtvercové náměstí s laubňami (arkádami). Náměstí mělo hodně pojmenování. Dnes se jmenuje Mariánské náměstí. Kolem celého náměstí jsou historické měšťanské domy a kostel. Všechny domy na centrálním náměstí mají arkády (nazývané také laubně). K náměstí vedou malé historické uličky, z nichž dvě mají zachované laubně.
Směrem z Mariánského náměstí k farnímu kostelu vede Farská ulička. Na jejím konci začínají farní schody. Po pravé straně farních schodů stála historická fara, která musela ustoupit výstavbě obchodního centra. Na jejím místě se našly pozůstatky Žilinského hradu, jehož část byla zakomponována do interiéru nového centra. Po levé straně farních schodů je katedrála Nejsvětější Trojice (farní kostel) se dvěma věžemi. Jedna stojí osamoceně mimo kostel a jmenuje se Burianova věž.
Dole pod farními schody je Náměstí Andreje Hlinky, na kterém je postavena socha Andreje Hlinky. Na tomto náměstí je supermarket TESCO (bývalý PRIOR) a Považská galerie umění, která prošla rekonstrukcí. Dále je tu nové obchodně-zábavní centrum OC Mirage. Na Hlinkově náměstí navazuje Národní ulice, která je plná obchůdků a restauraci. Národní ulice končí u nádraží. Budovy na Národní ulici pocházejí z přelomu 19. a 20. století.
Počet obyvatel Starého Města k 31. březnu 2017 byl 8 931.